# Microlipophrys dalmatinus
El blénido dálmata es la especie Microlipophrys dalmatinus, un pez de la familia de los blénidos. Su nombre alude a la única zona donde es común, el mar Adriático.
Su nombre procede de que en la costa dálmata del mar Adriático es muy común.

## Hábitat natural
Se distribuye por todo el mar Mediterráneo, excepto en el sureste,, así como también se le puede encontrar en la costa atlántica de Portugal. En todo este rango de distribución se trata de una especie muy común.
Se encuentra en aguas de clima subtropical fácilmente a una profundidad de menos de 1'5 metros, pero ha sido capturado a 4'4 m. Vive en zonas rocosas poco profundas, sobre rocas cubiertas de algas filamentosas de agua salobre, escondido en grietas, conchas de crustáceo o molusco o bien en agujeros del fondo. Esta especie es predominantemente activa durante el día, mientras que durante las horas de noche permanece quieto en sus escondites.

## Morfología
Con la forma característica de los blénidos y coloración críptica, la longitud máxima descrita es de 4'1 cm.

## Comportamiento
Se alimenta de pequeña fauna bentónica, especialmente de harpacticoidas, así como también de algas.
Es una especie ovípara que deposita los huevos pegados con adhesivo filamentoso a las rocas.